# Orde Virtuti Civili
De Orde Virtuti Civili (Latijn: orde van burgerlijke verdienste) was een in juni 1792 in Polen ingestelde orde van verdienste. De orde is, gezien de naam, bedoeld geweest als het burgerlijke antwoord op de oudere orden Virtuti Militari, waarmee militaire verdiensten werden beloond.
De orde werd ingesteld door koning Stanislaus August Poniatowski, maar het kwam, doordat de koning werd afgezet en Polen werd verdeeld tussen Rusland, Pruisen en Oostenrijk, niet tot verlening.
Er zijn wel kleinoden van de orde gesmeed. Het ging om een met een kroon verhoogd ovaal medaillon dat in goud en zilver was uitgevoerd. Op dit medaillon stond op de voorzijde het monogram van de Poolse koning en op de keerzijde de woorden "VIRTUTI CIVILI" binnen een lauwerkrans. Het lint was lichtblauw met donkerblauwe strepen en zwarte biesen.
Het motto van de orde was "DIGNITAS SCUTUM LIBERORUM HOMINUM" (Latijn voor "waardigheid is het schild van het vrije volk").
De adellijke opstandelingen van de Confederatie van Targowica hebben deze koninklijke Poolse orde afgeschaft. De Russische tsaren die van 1813 tot 1917 over Polen heersten, hebben de orde niet hersteld.

## Een moderne particuliere onderscheiding
In 1969 werd opnieuw een Orde Virtuti Civili ingesteld, ditmaal als particuliere onderscheiding van anticommunistische Legionairs. Zij zijn een Poolse vereniging die de onderscheiding eerst in het geheim toekende aan verdienstelijke Poolse strijders tegen de Russische overheersing en het communisme. De orde, die de vorm van een blauw geëmailleerd kruis kreeg, wordt voor "bijzondere moed in de verdediging van de waardigheid, de waarheid en de nationale eer van Polen" en voor "het bevorderen van de idealen van het legioen" toegekend. Het lint is blauw met twee brede rood-zwart-rode strepen. Op de zilveren keerzijde staat LJP (Legiony Jozefa Pilsudskiego) en in het donkerrode medaillon een monogram "S" (Strzelcy, de infanterie) onder een adelaar met gespreide vleugels. De verguld zilveren kruisen van de Ie Klasse hebben een verhoging in de vorm van een adelaar met gespreide vleugels.
De orde leidde tot 1989 een ondergronds en illegaal bestaan.
- De Ie Klasse wordt als gouden kruis aan een rood lint met zwart-rood-zwarte bies om de hals gedragen. Het vergulde zilveren kruis is met een verhoging in de vorm van een adelaar aan het lint bevestigd.[6]
- De IIe Klasse werd aan rood lint met zwart-rood-zwarte bies op de linkerborst gedragen.

De orde kent twee graden: een gouden en een zilveren kruis. Het gouden kruis werd verleend aan:
- Paus Johannes Paulus II
- Kardinaal Stefan Wyszyński, primaat van Polen (postuum)
- Maarschalk Edward Rydz-Śmigły